# Terry Hui
Terry Hui est un homme d'affaires canadien, président et directeur général de Concord Pacific Developments Corp.

## Jeunesse et formation
Terry Hui a grandi à Hong Kong. Pendant ses études secondaires, il a déménagé en Californie. En 1983, il a obtenu un diplôme en physique à l'université de Californie à Berkeley.

## Carrière
En 1985, Terry Hui a commencé sa carrière dans le développement immobilier à Vancouver. En 1992, à l'âge de 29 ans, il a été nommé PDG de Concord Pacific, une société immobilière qui avait acheté l'ancien site de l'EXPO Lands sur False Creek à Vancouver en 1988. Le terrain avait été la gare de triage du Canadian Pacific Railway avant d'être réaménagé pour l'Exposition universelle de 1986,.
En 1996, Terry Hui a lancé Novus Entertainment Inc. pour fournir des services de fibre optique à haut débit aux développements de Concord Pacific et à d'autres projets. En 2004, Hui a différencié Novus en se concentrant sur les développements multifamiliaux.
En 1997, Concord Pacific, sous la direction de Terry Hui, a acheté à la Société immobilière du Canada d'anciens terrains ferroviaires à Toronto, et a commencé le développement de CityPlace en 2000 dans une communauté urbaine nouvellement créée,. Hui a étendu Concord Pacific à d'autres secteurs, incluant l'énergie verte, les télécommunications, les logiciels de gestion de la relation client, l'hôtellerie et la gestion des investissements immobiliers.
En 2022, il a cofondé la Quantum Gravity Society, une entreprise qui se consacre à l'avancement de la compréhension de la physique théorique,.
En décembre 2024, Terry Hui a supervisé la création du plus grand parc de recharge de véhicules électriques au monde à Concord Brentwood, à Burnaby, en Colombie-Britannique. L'installation, qui fait partie d'un complexe de dix immeubles, peut recharger jusqu'à 2 000 véhicules électriques simultanément,.
En 2024, Hui s'est associé à BC Housing et à des fournisseurs de logements locaux pour développer 670 logements locatifs abordables sur trois sites à False Creek North.
Hui est un marin passionné et, en mai 2024, il a conduit Concord Green Energy à coparrainer l'équipe Concord Pacific Racing pour la participation du Canada à la Coupe de l'America féminine à Barcelone,,.

## Note
1. 1 2 3  (en-US) « Terry Hui: the man who built Concord Pacific », sur BC Business, 8 septembre 2010 (consulté le 15 avril 2025)
2. ↑  (en) « The Arc seeks to be a triumph », sur Vancouver Sun, 27 juillet 2018 (consulté le 15 avril 2025)
3. 1 2  (en) « After almost two decades, last CityPlace project underway », sur CBC News, 19 décembre 2018 (consulté le 15 avril 2025)
4. ↑  « Terry Hui’s Hole in Vancouver’s Heart », sur The Tyee (consulté le 15 avril 2025)
5. ↑  (en-CA) « Finding a theory of everything: Top physicists gather in Vancouver to discuss quantum mechanics and general relativity », The Globe and Mail,‎ 17 août 2022 (lire en ligne, consulté le 15 avril 2025)
6. ↑  (en) « Quantum Gravity Society hosts inaugural conference in Vancouver », sur CBC News, 15 août 2022 (consulté le 15 avril 2025)
7. 1 2  (en-US) Abel Anderson, « Terry Hui and Concord Pacific Create World’s Largest EV Parkade in Burnaby, BC - NetNewsLedger », 10 décembre 2024 (consulté le 15 avril 2025)
8. ↑  (en-US) The EV Report, « Canada Launches World's Largest EV Parkade », sur The EV Report, 31 octobre 2024 (consulté le 15 avril 2025)
9. ↑  (en) City of Vancouver, « Plans to deliver affordable homes in False Creek North take major step forward », sur vancouver.ca (consulté le 15 avril 2025)
10. ↑  (en) Stella Nolan, « Concord Pacific Opens World's Largest EV Charging Parkade », sur evmagazine.com, 4 novembre 2024 (consulté le 15 avril 2025)
11. ↑  « Concord Pacific Racing Announces Squad for First-Ever Puig Women’s America’s Cup and UniCredit Youth America’s Cup | Sail Canada », sur www.sailing.ca (consulté le 15 avril 2025)